# Алексеев, Василий Ильич
Василий Ильич Алексеев (18 февраля [3 марта] 1907, Вольск, Саратовская губерния — 11 апреля 1979, Москва) — советский государственный, хозяйственный и партийный деятель.

## Биография
Родился в 1907 году в городе Вольске Саратовской губернии в семье рабочего.
Трудовую деятельность начал в 1920 году рабочим типографии.
После окончания в 1930 году Свердловского горного института работал на инженерных и руководящих должностях в угольной и рудной промышленности в Свердловской и Тульской областях. Член ВКП(б) с 1931 года.
В 1930—1979 гг. на хозяйственной, общественной и партийной работе: член Президиума Уральского бюро пролетарского студенчества, заместитель заведующего Отделом кадров Уральского областного Совета профсоюзов, заместитель директора, начальник Специального, Проектно-исследовательского отдела Свердловского горного института, начальник Управления «Дегтярстроймедьруда», главный инженер треста «Тулашахтстрой».
В 1940 году выдвинут на работу в Тульский обком КПСС. В 1940—1979 гг. заведующий Отделом горнорудной промышленности Тульского областного комитета ВКП(б), заведующий Отделом кадров угольной промышленности Управления кадров ЦК ВКП(б), заведующий Отделом тяжёлой промышленности ЦК ВКП(б) — КПСС 1950—1952 гг., заместитель заведующего Отделом ЦК КПСС по руководству делом подбора и распределения кадров в партийных, общественных и государственных органах, заместитель, 1-й заместитель председателя Государственного комитета СМ РСФСР по надзору за безопасным ведением работ в промышленности и горному надзору.
Избирался депутатом Верховного Совета РСФСР 3-го и 4-го созывов.
Умер в Москве в 1979 году. Похоронен на Троекуровском кладбище.